# サフォーク伯
サフォーク伯爵（サフォークはくしゃく、Earl of Suffolk）はイギリスの伯爵、貴族。封号はサフォークの地にちなんだものである。直近の創設は、ステュアート朝の廷臣トマス・ハワードが1603年に叙されて以来、ハワード家が保持するものである。これまでに何度か公爵位としても創設されている。
伯爵家の現在の居住地はウィルトシャー州マームズブリー近くのチャールトン・ハウスである。

## 現当主の保有爵位
現当主である第22代伯爵アレクサンダー・チャールズ・マイケル・ウィンストン・ロブサム・ハワードは以下の爵位を有する。
- 第22代サフォーク伯爵(22st Earl of Suffolk)
(1603年7月21日の勅許状によるイングランド貴族爵位)
- 第15代バークシャー伯爵(15th Earl of Berkshire)
(1625/26年2月7日の勅許状によるイングランド貴族爵位)
- 第15代アンドーヴァー子爵(15th Viscount Andover)
(1621/22年1月23日の勅許状によるイングランド貴族爵位)
- 第15代ウィルトシャー州チャールトンの,チャールトンのハワード男爵(15th Baron Howard of Charlton, of Charlton in the County of Wiltshire)
(1621/22年1月23日の勅許状によるイングランド貴族爵位)

## サフォーク伯 第1期
- ラルフ・ザ・ストーラー（英語版）初代ノーフォークおよびサフォーク伯（1011年頃 - 1068年）
- ラルフ・ド・ゲール（英語版）第2代ノーフォークおよびサフォーク伯（1040年頃 - 1096年）（1074年 剥奪）

## サフォーク伯 第2期 (1337年)
- ロバート・アフォード (初代サフォーク伯)（英語版） (1298年-1369年)
- ウィリアム・アフォード (第2代サフォーク伯)（英語版） (1330年-1382年)

## サフォーク伯 第3期 (1385年)
- マイケル・ド・ラ・ポール (初代サフォーク伯) (1330年-1389年) (1388年 剥奪)
- マイケル・ド・ラ・ポール (第2代サフォーク伯) (1367年-1415年) (1398年 復帰, 1399年 剥奪, 1399年 復帰)
- マイケル・ド・ラ・ポール (第3代サフォーク伯) (1394年-1415年)
- ウィリアム・ド・ラ・ポール (第4代サフォーク伯) (1396年-1450年) (1444年に侯爵に、1448年に公爵に)

## サフォーク公 第1期 (1448年)
- ウィリアム・ド・ラ・ポール (初代サフォーク公) (第4代サフォーク伯) (1396年-1450年) (1450年 剥奪)
- ジョン・ド・ラ・ポール (第2代サフォーク公) (第5代サフォーク伯) (1442年-1492年) (1463年 復帰)
- エドムンド・ド・ラ・ポール (第3代サフォーク公) (第6代サフォーク伯) (1472年-1513年) (1493年 公爵領明け渡し。1504年 公爵位剥奪)

## サフォーク公 第2期 (1514年)
- チャールズ・ブランドン (初代サフォーク公) (1484年-1545年)
- ヘンリー・ブランドン (第2代サフォーク公爵)（英語版） (1535年-1551年)
- チャールズ・ブランドン (第3代サフォーク公爵)（英語版） (1537年-1551年) (1551年 消滅)

## サフォーク公 第3期 (1551年)
- ヘンリー・グレイ (初代サフォーク公爵) (1517年-1554年) (1554年 剥奪)

## サフォーク伯 第4期 (1603年)
- トマス・ハワード (初代サフォーク伯) (1561年-1626年)
- セオフィラス・ハワード (第2代サフォーク伯)（英語版） (1584年-1640年)
- ジェームズ・ハワード (第3代サフォーク伯爵) (1620年-1689年)
- ジョージ・ハワード (第4代サフォーク伯爵) (1624年-1691年)
- ヘンリー・ハワード (第5代サフォーク伯爵) (1627年-1709年)
- ヘンリー・ハワード (第6代サフォーク伯爵・初代ビンドン伯爵) (1670年-1718年)
- チャールズ・ウィリアム・ハワード (第7代サフォーク伯爵・第2代ビンドン伯爵) (1693年-1722年)
- エドワード・ハワード (第8代サフォーク伯爵) (1672年-1731年)
- チャールズ・ハワード (第9代サフォーク伯爵) (1675年-1733年)
- ヘンリー・ハワード (第10代サフォーク伯爵) (1706年-1745年)
- ヘンリー・ボウ・ハワード (第11代サフォーク伯爵・第4代バークシャー伯爵) (1687年-1757年)
- ヘンリー・ハワード (第12代サフォーク伯爵・第5代バークシャー伯爵) (1739年-1779年)
- ヘンリー・ハワード (第13代サフォーク伯爵・第6代バークシャー伯爵) (1779年-1779年)
- トマス・ハワード (第14代サフォーク伯爵・第7代バークシャー伯爵) (1721年-1783年)
- ジョン・ハワード（英語版）(第15代サフォーク伯・第8代バークシャー伯) (1739年-1820年)
- トマス・ハワード（英語版）(第16代サフォーク伯・第9代バークシャー伯) (1776年-1851年)
- チャールズ・ジョン・ハワード（英語版）(第17代サフォーク伯・第10代バークシャー伯) (1804年-1876年)
- ヘンリー・チャールズ・ハワード（英語版）(第18代サフォーク伯・第11代バークシャー伯) (1833年-1898年)
- ヘンリー・モリヌークス・パジェット・ハワード（英語版）(第19代サフォーク伯・第12代バークシャー伯) (1877年-1917年)
- チャールズ・ヘンリー・ジョージ・ハワード（英語版）(第20代サフォーク伯・第13代バークシャー伯) (1906年-1941年)
- マイケル・ジョン・ジェームズ・ジョージ・ロバート・ハワード（英語版）(第21代サフォーク伯・第14代バークシャー伯) (1935年- 2022年)
- アレクサンダー・チャールズ・マイケル・ウィンストン・ロブサム・ハワード (第22代サフォーク伯・第15代バークシャー伯 (1974年-)
  - 法定推定相続人は長男のアンドーバー子爵アーサー・チャールズ・アレクサンダー・ハワード（2014年 -）